# La Flèche Wallonne Féminine
La Flèche Wallonne Féminine (po polsku: Strzała Walońska) – kobiecy jednodniowy wyścig kolarski rozgrywany corocznie od 1998 w Walonii w Belgii. Od 1999 jest częścią cyklu najważniejszych zawodów kolarskich dla kobiet – Pucharu Świata (obecnie UCI Women’s World Tour). Jest on kobiecym odpowiednikiem słynnego wyścigu mężczyzn La Flèche Wallonne i przebiega tą samą, lecz skróconą trasą.
Rekordzistką pod względem zwycięstw jest Holenderka Anna van der Breggen, która wygrała Strzałę siedmiokrotnie.

## Lista zwyciężczyń
Opracowano na podstawie:
| Rok  | Pierwsze               | Drugie                 | Trzecie                |
| ---- | ---------------------- | ---------------------- | ---------------------- |
| 1998 | Fabiana Luperini       | Pia Sundstedt          | Catherine Marsal       |
| 1999 | Hanka Kupfernagel      | Edita Pučinskaitė      | Cindy Pieters          |
| 2000 | Geneviève Jeanson      | Pia Sundstedt          | Fany Lecourtois        |
| 2001 | Fabiana Luperini       | Anna Millward          | Trixi Worrack          |
| 2002 | Fabiana Luperini       | Lyne Bessette          | Priska Doppmann        |
| 2003 | Nicole Cooke           | Sue Palmer-Komar       | Oenone Wood            |
| 2004 | Sonia Huguet           | Hanka Kupfernagel      | Edita Pučinskaitė      |
| 2005 | Nicole Cooke           | Oenone Wood            | Judith Arndt           |
| 2006 | Nicole Cooke           | Judith Arndt           | Trixi Worrack          |
| 2007 | Marianne Vos           | Nicole Cooke           | Judith Arndt           |
| 2008 | Marianne Vos           | Marta Bastianelli      | Judith Arndt           |
| 2009 | Marianne Vos           | Emma Johansson         | Claudia Häusler        |
| 2010 | Emma Pooley            | Nicole Cooke           | Emma Johansson         |
| 2011 | Marianne Vos           | Emma Johansson         | Judith Arndt           |
| 2012 | Evelyn Stevens         | Marianne Vos           | Linda Villumsen        |
| 2013 | Marianne Vos           | Elisa Longo Borghini   | Ashleigh Moolman-Pasio |
| 2014 | Pauline Ferrand-Prévot | Lizzie Armitstead      | Elisa Longo Borghini   |
| 2015 | Anna van der Breggen   | Annemiek van Vleuten   | Megan Guarnier         |
| 2016 | Anna van der Breggen   | Evelyn Stevens         | Megan Guarnier         |
| 2017 | Anna van der Breggen   | Lizzie Deignan         | Katarzyna Niewiadoma   |
| 2018 | Anna van der Breggen   | Ashleigh Moolman-Pasio | Megan Guarnier         |
| 2019 | Anna van der Breggen   | Annemiek van Vleuten   | Annika Langvad         |
| 2020 | Anna van der Breggen   | Cecilie Uttrup Ludwig  | Demi Vollering         |
| 2021 | Anna van der Breggen   | Katarzyna Niewiadoma   | Elisa Longo Borghini   |
| 2022 | Marta Cavalli          | Annemiek van Vleuten   | Demi Vollering         |
| 2023 | Demi Vollering         | Liane Lippert          | Gaia Realini           |
| 2024 | Katarzyna Niewiadoma   | Demi Vollering         | Elisa Longo Borghini   |
| 2025 |                        |                        |                        |